# Billentyűs hárfa
A billentyűs hárfa ötlete tulajdonképpen a barokk kezdetétől létezett, de az első fizikai megvalósítása csak a 19. században történt. Ezzel a hangszerrel a hárfa kromatizálódási problémáit próbálták megoldani.
Eleinte a pengetést ugró mechanikákkal próbálták megoldani, később pengető-„ujjacskák” kerültek a helyükre.
Az első ilyen hangszert Johann Christian Dietz mutatta be 1814-ben, de készített, illetve tökéletesített ilyen hangszert fia, ifj. Johann Christian Dietz, unokája Christian Dietz; továbbá Luigi Caldera és Ignatz Lutz is.
Ezt a hangszert a pengetős hangszerek helyett a billentyűsök közé soroljuk.